# Szuha (Ukrajna)
Szuha (ukránul: Суха) falu Ukrajnában, Kárpátalján, a Huszti járásban.

## Fekvése
Szuhabaranka keleti szomszédjában, 501 méter tengerszint feletti magasságban fekvő zsákfalu.

## Népesség
A falucskának 1906 lakosa van.

| 2001 | 1 906 |